# Jack Kerouac Alley

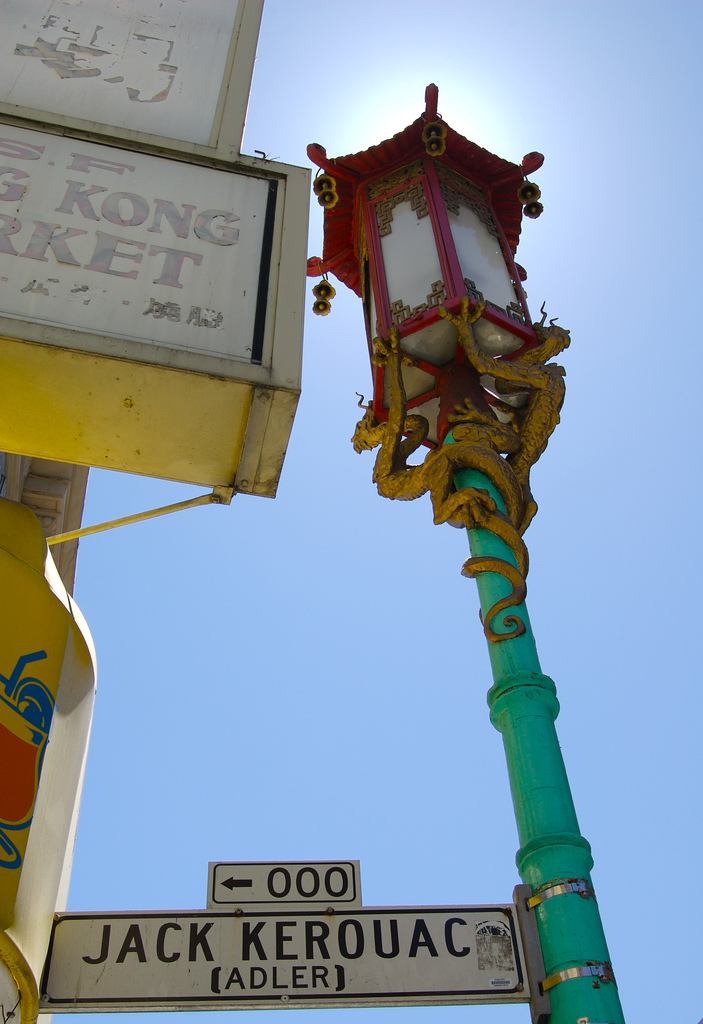
Jack Kerouac Alley

Jack Kerouac Alley est une voie à sens unique reliant Grant Avenue à Columbus Avenue (en) dans le quartier de Chinatown (San Francisco).

## Origine du nom
Le nom a été attribué en l'honneur de Jack Kerouac (1922-1969) qui fréquentait le lieu.

## Historique
La ruelle était couramment utilisée pour le déversement d'ordures et un raccourci pour les camions avant que le poète Lawrence Ferlinghetti, cofondateur de la City Lights Booksellers & Publishers, ne présente son idée en 1988 au Conseil des superviseurs de San Francisco de transformer la ruelle. Le projet consistait à repaver l'allée, à en faire une allée piétonne et à installer de nouveaux lampadaires.
La voie a été inaugurée le 25 janvier 1988, avec plusieurs plaques commémoratives.